# Floing (Austria)
Floing è un comune austriaco di 1 190 abitanti nel distretto di Weiz, in Stiria.